# Liste des choix de repêchages du Kraken de Seattle
Cette liste contient tous les joueurs de hockey sur glace ayant été repêchés par le Kraken de Seattle, franchise de la Ligue nationale de hockey. Les joueurs listés ci-dessus n'ont pas obligatoirement joué un match sous le maillot de l'équipe.
Elle regroupe les joueurs depuis le repêchage de 2021 organisé par la LNH en 2021-2022, lors de la première saison du Kraken, jusqu'à aujourd'hui,. Les joueurs sont classés par année de repêchage. Les deux premières colonnes donnent le rang et le tour duquel le joueur a été repêché suivis de son nom, de sa nationalité et de sa position de jeu.

## Les repêchages d'entrée

### 2021
| No  | Tour | Nom              | Nationalité | Position       |
| --- | ---- | ---------------- | ----------- | -------------- |
| 2   | 1er  | Matthew Beniers  | États-Unis  | Centre         |
| 35  | 2e   | Ryker Evans      | Canada      | Défenseur      |
| 67  | 3e   | Ryan Winterton   | Canada      | Centre         |
| 99  | 4e   | Ville Ottavainen | Finlande    | Défenseur      |
| 131 | 5e   | Jacob Melanson   | Canada      | Ailier droit   |
| 163 | 6e   | Semion Viazovoï  | Russie      | Gardien de but |
| 195 | 7e   | Justin Janicke   | États-Unis  | Ailier gauche  |

### 2022
| No  | Tour | Nom              | Nationalité | Position       |
| --- | ---- | ---------------- | ----------- | -------------- |
| 4   | 1er  | Shane Wright     | Canada      | Centre         |
| 35  | 2e   | Jagger Firkus    | Canada      | Ailier droit   |
| 49  | 2e   | Jani Nyman       | Finlande    | Ailier droit   |
| 58  | 2e   | Niklas Kokko     | Finlande    | Gardien de but |
| 61  | 2e   | David Goyette    | Canada      | Centre         |
| 68  | 3e   | Ty Nelson        | Canada      | Défenseur      |
| 91  | 3e   | Ben MacDonald    | États-Unis  | Centre         |
| 100 | 4e   | Tyson Jugnauth   | Canada      | Défenseur      |
| 123 | 4e   | Tucker Robertson | Canada      | Centre         |
| 164 | 6e   | Barrett Hall     | États-Unis  | Attaquant      |
| 196 | 7e   | Kyle Jackson     | Canada      | Centre         |

### 2023
| No  | Tour | Nom                   | Nationalité | Position       |
| --- | ---- | --------------------- | ----------- | -------------- |
| 20  | 1er  | Eduard Šalé           | Tchéquie    | Ailier gauche  |
| 50  | 2e   | Carson Rehkopf        | Canada      | Ailier gauche  |
| 52  | 2e   | Oscar Fisker Mølgaard | Danemark    | Centre         |
| 57  | 2e   | Lukas Dragicevic      | Canada      | Défenseur      |
| 84  | 3e   | Caden Price           | Canada      | Défenseur      |
| 116 | 4e   | Andreï Lochko         | Biélorussie | Centre         |
| 148 | 5e   | Kaden Hammell         | Canada      | Défenseur      |
| 168 | 6e   | Visa Vedenpää         | Finlande    | Gardien de but |
| 180 | 6e   | Zeb Forsfjäll         | Suède       | Centre         |
| 212 | 7e   | Zaccharya Wisdom      | Canada      | Ailier droit   |

### 2024
| No  | Tour | Nom               | Nationalité | Position       |
| --- | ---- | ----------------- | ----------- | -------------- |
| 8   | 1er  | Berkly Catton     | Canada      | Centre         |
| 40  | 2e   | Julius Miettinen  | Finlande    | Centre         |
| 63  | 2e   | Nathan Villeneuve | Canada      | Centre         |
| 73  | 3e   | Alexis Bernier    | Canada      | Défenseur      |
| 88  | 3e   | Kim Saarinen      | Finlande    | Gardien de but |
| 105 | 4e   | Ollie Josephson   | Canada      | Centre         |
| 141 | 5e   | Clarke Caswell    | Canada      | Ailier gauche  |
| 202 | 7e   | Jakub Fibigr      | Tchéquie    | Défenseur      |